# Fritz Schmedes (SS-Mitglied)
Fritz Schmedes (* 7. Oktober 1894 in Schwarme; † 7. Februar 1952 in Springe) war ein deutscher Offizier im Zweiten Weltkrieg, zuletzt SS-Brigadeführer und Generalmajor der Waffen-SS und Polizei.

## Leben
Schmedes war der Sohn eines Verdener Pastors. Nach seiner Schulzeit trat er am 20. Februar 1913 als Fahnenjunker in das ostfriesische Feldartillerie-Regiment Nr. 62 ein und wurde am 23. Juni 1914 zum Leutnant befördert. Im Ersten Weltkrieg diente er u. a. als Batteriechef im Feldartillerie-Regiment Nr. 84 und wurde mit beiden Klassen des Eisernen Kreuzes ausgezeichnet. Nach Kriegsende diente er zwischen Dezember 1918 und Oktober 1919 ebenfalls als Batteriechef im Freikorps Hasse in Berlin und Oberschlesien. Danach kehrte er wieder zum Feldartillerie-Regiment Nr. 62 zurück und schied schließlich im Juni 1920 aus der Armee aus.
Nach dem Eintritt in die Schutzpolizei diente Schmedes bei der Polizeischule in Brieg und bis April 1935 als stellvertretender Bezirksführer in Naumburg, Wildenfels und Berlin. Zwischenzeitlich wurde er am 13. Juli 1931 zum Hauptmann und am 1. Januar 1934 zum Major der Schutzpolizei befördert. Von April 1935 bis September 1936 diente er als Stabsoffizier bei der Schupo Erfurt, bevor er deren Kommandeur wurde. Am 1. Dezember 1938 zum Oberstleutnant der Schutzpolizei befördert, diente er anschließend als Ia beim Inspekteur der Ordnungspolizei in Kassel. Er wurde Mitglied der NSDAP (Mitgliedsnummer 5.240.168) und SS (SS-Nr. 420.790).
Vom 4. bis zum 22. Juni 1941 diente Schmedes als Batteriechef in der I. Abteilung des Artillerie-Regiments der SS-Polizei-Division und übernahm anschließend die Abteilung bis Mitte September desselben Jahres. Danach diente er bis zum 1. Dezember 1941 als stellvertretender Regimentskommandeur des Artillerie-Regiments und übernahm dieses am selben Tag. In Ausübung dieses Kommandos trat er am 1. April 1942 im Range eines SS-Obersturmbannführers zur Waffen-SS über und wurde am 20. April 1942 zum SS-Standartenführer und Oberst der Schutzpolizei befördert. Im Februar 1943 diente er für kurze Zeit als stellvertretender Divisionskommandeur für Alfred Wünnenberg und wurde am 20. April 1943 zum SS-Oberführer befördert, bevor er am 10. Juni mit der Führung der SS-Polizei-Division beauftragt wurde. Schmedes behielt diesen Posten bis zum 5. Juli 1943, als die Division aufgeteilt und teilweise zur Umgliederung zu einer Panzergrenadierdivision nach Jugoslawien verlegt wurde.
Am 9. November 1943 zum SS-Brigadeführer und Generalmajor der Waffen-SS und Polizei befördert, übernahm er vom 22. August bis zum 27. November 1944 als Nachfolger von Helmut Dörner erneut die Führung der Division. Nach einiger Zeit in der Führerreserve führte Schmedes kurz den Aufstellungsstab der 35. SS- und Polizei-Grenadier-Division, bevor er bei Reichsführer SS Heinrich Himmler in Ungnade fiel und am 17. Februar 1945 als „Taktischer Führer“ zur berüchtigten SS-Sturmbrigade Dirlewanger strafversetzt wurde. Mit der Verwundung des Kommandeurs, SS-Oberführer Oskar Dirlewanger, und der Aufstockung der Einheit zur 36. Waffen-Grenadier-Division der SS übernahm Schmedes die Führung der Division, die jedoch auch nach Zuführung von Einheiten des Heeres höchstens Brigadestärke erreichte und sich aufgrund von Desertationen in desolatem Zustand befand.
Mit Beginn der russischen Großoffensive im April 1945 geriet die Einheit in den Kessel von Halbe, wo sie vernichtet wurde. Schmedes gelang es, sich nach Westen durchzuschlagen, wo er sich im Mai 1945 den Amerikanern ergab.
Nach seiner Entlassung aus der Kriegsgefangenschaft lebte Schmedes in Springe/Deister und starb dort nach kurzer Krankheit am 7. Februar 1952.